# إنديبنديينتي سانتا في
نادي إنديابنتي سانتا فيه (بالإسبانية: Independiente Santa Fe) نادي كرة قدم كولومبي يلعب في الدوري الكولومبي لكرة القدم، تأسس في العام 1941.